# Cool Jugendmagazin
Das COOL Jugendmagazin ist eine österreichische Jugendzeitschrift. Es erscheint monatlich und behandelt die klassischen Themen von Jugendmagazinen, wie etwa Lehrlingsausbildung, Chart-Musik, Film- und Star-Berichterstattung und Liebe.
Die Zeitschrift wurde im Jahr 2008 in Graz als „COOL das junge Magazin“ gegründet. Der Name wurde nach dem Jugendwort „cool“ benannt und in Graz produziert. Nach Eigenangaben hat die Zeitschrift zu Beginn eine Auflage von 50.000 Exemplaren. Zum zehnjährigen Bestehen 2018 hatte das Jugendmagazin bei der Auflage von 50.000 durchschnittlich 120.000 Leser, wobei Cool bei den 13- bis 17-jährigen auf einen Marktanteil von 13,4 % gekommen war.
Michael Hüttler ist Gründer dieser Zeitschrift, er entwickelte das Konzept. Chefredakteur ist Daniel Gräbner. Das COOL Jugendmagazin wurde erst Steiermarkweit zu einer Konkurrenz für die vergleichbaren Zeitschriften wie des damaligen Rennbahn-Express oder der deutschen BRAVO, wurde an viele Schulen, Zeitschriftenhändler, Trafiken, Kinos usw. in alle Bundesländer geliefert und ab diesem Zeitpunkt in ganz Österreich gelesen. 2012 wurde der Verlag Gonzomedia gegründet über den die Zeitschrift bis heute veröffentlicht wird und heute das größte österreichische Jugendmagazin ist.
2019 wurde das Magazin um Cool Mädchen mit der Zielgruppe 12- bis 17-jährige Mädchen ergänzt.